# Lingue semitiche dell'Etiopia
Per lingue semitiche dell'Etiopia si intendono un gruppo di lingue, che assieme alla lingua sudarabica forma il ramo occidentale delle lingue semitiche meridionali. Le lingue sono parlate sia in Etiopia che in Eritrea. Alcuni linguisti hanno iniziato a chiamare questo gruppo "afro-semita" per evitare l'attenzione esclusiva sull'Etiopia, ma il loro uso non è diffuso.
In seguito alla focalizzazione sulle lingue semitiche come unico ramo del più ampio gruppo di lingue afro-asiatiche che hanno la loro distribuzione al di fuori dell'Africa, un recente studio proposto attraverso l'utilizzo di tecniche bayesiane di filogenetica computazionale è risultato che "i linguaggi contemporanei etio-semitici dell'Africa riflettono una sola introduzione dai primi etio-semiti provenienti dall'Arabia meridionale circa 2800 anni fa", e che questa sola introduzione etio-semiti ebbe subito una "diversificazione rapida" in Etiopia ed Eritrea.

## Classificazione
- Lingue semitiche dell'Etiopia settentrionale
  - Lingua ge'ez (etiopica) – estinta, utilizzata ancora nei riti della Chiesa ortodossa etiopica, della Chiesa ortodossa eritrea e della Beta Israel. La lingua tigrina discende dalla ge'ez.
  - Lingua tigrina
  - Lingua tigrè
  - Lingua dahlik – "recentemente scoperta"[2][3]
- Lingue semitiche dell'Etiopia meridionale
  - Trasversali
    - Amarico–Argobba
      - Lingua amarica – Lingua nazionale in Etiopia
      - Lingua argobba

    - Harari – Guraghé orientali
      - Lingua harari
      - Lingue guraghé orientali
        - Lingua silt'e (o selti)
        - Lingua zay (o zway)

  - Esterne
    - Gruppo-n:
      - Lingua gafat – estinta
      - Lingua kistane (o soddo)
      - Lingua goggot

    - Gruppo-tt:
      - Lingua mesmes – estinta
      - Lingua muher
      - Lingue guraghé occidentali
        - Lingua mesqan (o masqan)
        - Sebat Bet
          - Lingua sebat bet guraghé
          - Lingua inor

Secondo Ethnologue la classificazione è leggermente diversa:
- Lingue semitiche dell'Etiopia settentrionale
  - lingua ge'ez [codice ISO 639-3 gez]
  - Lingua tigrè [tig]
  - Lingua tigrina [tir]
- Lingue semitiche dell'Etiopia meridionale
  - Trasversali
    - Amarico-Argobba
      - Lingua amarica [amh]
      - Lingua argobba [agj]

    - Harari – Guraghé orientali
      - Lingua harari [har]
      - Lingua silt'e [stv]
      - Lingua wolane [wle]
      - Lingua zay [zwa]

  - Esterne
    - Gruppo-n:
      - Lingua gafat [gft]
      - Lingua kistane [gru]

    - Gruppo-tt:
      - Lingua inor [ior]
      - Lingua mesqan [mvz]
      - Lingua mesmes [mys]
      - Lingua sebat bet guraghé [sgw]